# سلمان‌آباد (فشاپویه)
سلمان‌آباد (ری)، روستایی از توابع بخش فشاپویه شهرستان ری در استان تهران ایران است.

## جمعیت
این روستا در دهستان حسن‌آباد قرار دارد و براساس سرشماری مرکز آمار ایران در سال ۱۳۸۵، جمعیت آن ۹۳۸ نفر (۲۲۵خانوار) بوده‌است.